# Quemú Quemú (La Pampa)
Quemú Quemú is een plaats in het Argentijnse bestuurlijke gebied Quemú Quemú in de provincie La Pampa. De plaats telt 3.851 inwoners.